# Marinella Bortoluzzi
Marinella Bortoluzzi (Roma, Reino de Italia; 16 de febrero de 1939 – 16 de agosto de 2024) fue una atleta italiana especialista en salto de altura.

## Carrera
A nivel nacional fue tres veces campeona en 1959, 1961 y 1963, fijando el récord nacional en 1,63 metros. A nivel internacional participó en los Juegos Olímpicos de Roma 1960 donde terminó en la posición 19 entre 24 participantes al saltar 1,55 metros y quedar fuera de la final, siendo la única representante de Italia en el evento.